# Rafael Borré
Rafael Santos Borré Maury (* 15. September 1995 in Barranquilla) ist ein kolumbianischer Fußballspieler. Der Stürmer steht seit März 2024 bei Internacional Porto Alegre unter Vertrag und ist seit 2019 A-Nationalspieler.

## Familie
Borrés Eltern trennten sich, als er vier Jahre alt war. Mit seinem Vater Ismael Borré, einem Mathematik- und Physiklehrer, zog er später nach Valledupar und ging am Colegio Nacional Loperena zur Schule. In einem Interview mit der Zeitung Al Día sagte sein Vater, dass die Art und Weise, wie er von seiner zweiten Ehefrau Ana Beatriz Madera behandelt wurde, für sein Aufwachsen von grundlegender Bedeutung war: „Meine jetzige Frau nahm ihn mit viel Zuneigung auf und deshalb war die Trennung von seiner Mutter nicht so traumatisch“. Nach der abermaligen Versetzung seines Vaters nach Barranquilla spielte Borré als Jugendlicher im Team aus dem Viertel Santo Domingo. Dort wurde er von einem Scout von Deportivo Cali bei einem Jugendturnier entdeckt. Zur gleichen Zeit machte Borré im Alter von 17 Jahren das Bachillerato am Colegio Nueva Granada in Barranquilla. Vor der elften Klasse nahm ihn Deportivo Cali auf und er absolvierte dort seinen Schulabschluss.
Borré ist seit 2016 mit der mexikanischen TV-Journalistin Ana Caicedo verheiratet. Sie haben eine gemeinsame Tochter (* 2020).

## Karriere

### Bis 2016: Anfänge bei Deportivo Cali
Borré begann seine Fußballerkarriere in der Jugend von Deportivo Cali. Mit 17 Jahren wurde er dort 2013 zum Profi und entwickelte sich in der Saison 2015 zu einem treffsicheren Stürmer. Als Stammspieler erzielte er in der Spielzeit elf Tore und qualifizierte sich mit seinem Team für die Finalrunde, in der es im Viertelfinale an Atlético Nacional scheiterte. Bereits Ende August 2015 war Borré vom spanischen Erstligisten Atlético Madrid verpflichtet und mit einem Sechsjahresvertrag ausgestattet worden. Bis zum Ende der Apertura 2016 blieb er jedoch noch in Cali.

### 2016–2017: Als Leihgabe von Atlético Madrid beim FC Villarreal
Nach seinem Wechsel zu Atlético wurde Borré bis zum Ende der Spielzeit 2016/17 an den Ligakonkurrenten FC Villarreal verliehen. Dort kam er nicht über die Rolle des Einwechselspielers hinaus und erzielte in der Saison in 30 Pflichtspieleinsätzen 4 Treffer. 

### 2017–2021: Vier Jahre bei River Plate
Im August 2017 kehrte er nach Südamerika zurück und wechselte zum argentinischen Erstligisten River Plate. Zur Spielzeit 2018/19 avancierte er zur Stammkraft und gewann mit dem Verein aus Buenos Aires im Dezember 2018 die Copa Libertadores, wobei Borré im Finalhinspiel die volle Spielzeit absolvierte. Bei der zwei Wochen später stattfindenden Klub-Weltmeisterschaft belegte er mit seiner Mannschaft den dritten Platz. Im Turnier erzielte er drei Treffer, damit wurde er gemeinsam mit Gareth Bale Torschützenkönig und nach dem Turnier als drittbester Spieler mit dem Bronzenen Ball ausgezeichnet. Ende Mai 2019 gewann er mit River Plate die Recopa Sudamericana gegen Athletico Paranaense, den Sieger der Copa Sudamericana 2018. In der Saison 2019/20 traf er bei 20 Einsätzen zwölfmal. Seinen auslaufenden Vertrag verlängerte Borré nicht und verließ den Verein zum Vertragsende am 30. Juni 2021.

### 2021–2023: Europa-League-Sieger in Frankfurt
Zur Saison 2021/22 wechselte Borré in die Bundesliga zu Eintracht Frankfurt. Er unterschrieb einen Vertrag bis zum 30. Juni 2025. Unter Frankfurts Trainer Oliver Glasner avancierte der Stürmer auf Anhieb zum Stammspieler und verpasste in seiner ersten Spielzeit lediglich 3 der 48 Pflichtspiele seiner Mannschaft. Borré erzielte in der Bundesliga 8 Tore und schloss sie mit seinem Team als Elfter ab. In der Europa League traf er viermal, wobei er der Eintracht mit einem Tor im Viertelfinalrückspiel gegen den FC Barcelona sowie im Halbfinalrückspiel gegen West Ham United zum ersten Finaleinzug seit 42 Jahren verhalf. Dort schoss er am 18. Mai 2022 gegen die Glasgow Rangers das Tor zum 1:1-Ausgleich und verwandelte, nachdem das Spiel mit diesem Ergebnis ins Elfmeterschießen gegangen war, den letzten Elfmeter zum Titelgewinn. Anschließend wurde Borré von der UEFA ins Team der Saison dieses Wettbewerbs aufgenommen. Zur Spielzeit 2022/23 verlor er seinen Stammplatz an den aus Nantes verpflichteten Randal Kolo Muani und stand in der ersten Saisonhälfte lediglich siebenmal in der ersten Elf. In der Champions League, für die er sich durch den Titelgewinn in der Europa League erstmals mit der Eintracht qualifiziert hatte, wurde der Kolumbianer in jedem der sechs Gruppenspiele eingewechselt und erreichte mit seiner Mannschaft das Achtelfinale. Dort stand Borré im Rückspiel gegen die SSC Neapel in der Startelf, konnte das Ausscheiden seiner Mannschaft jedoch nicht verhindern. Mit der Eintracht belegte er am Saisonende den siebten Tabellenplatz der Bundesliga und erreichte das Pokalfinale.

### September 2023 bis März 2024: Leihe nach Bremen
Anfang September 2023 wurde er für den Rest der Saison an den Ligakonkurrenten Werder Bremen ausgeliehen.

### Ab März 2024: Internacional Porto Alegre
Im Januar 2024 wurde bekannt, dass er spätestens im Sommer desselben Jahres nach Brasilien zu Internacional Porto Alegre wechseln wird. Dieser Wechsel wurde dann bereits im März vorgezogen, Borré unterschrieb in Porto Alegre einen Vertrag bis 2028.

### Nationalmannschaft
Borré spielte 2015 mit der kolumbianischen U20-Nationalmannschaft bei der Südamerika- sowie der Weltmeisterschaft und erzielte drei Tore in elf Spielen. Im September 2019 kam er zu seinen ersten beiden Einsätzen für die A-Auswahl in den Testspielen gegen Brasilien (2:2) und Venezuela (0:0). 2021 nahm er als Stammspieler seiner Mannschaft an der Copa América teil und wurde Dritter.

## Erfolge
River Plate
- Copa Libertadores: 2018
- Dritter der Klub-Weltmeisterschaft: 2018
- Recopa Sudamericana: 2019

Eintracht Frankfurt
- Europa-League-Sieger: 2022

Persönliche Auszeichnungen
- Torschützenkönig der Klub-Weltmeisterschaft: 2018 (3 Treffer, gemeinsam mit Gareth Bale)
- Bronzener Ball der Klub-Weltmeisterschaft: 2018
- Aufnahme ins Team der Saison der Europa League: 2022